# 周欽 (景泰進士)
周欽（1418年—？），字守敬，南京水軍右衛人，軍籍，明朝政治人物。進士出身。

## 生平
應天府鄉試第九十七名。景泰二年（1451年）辛未科會試第二十名，殿試登進士第三甲第四名。

## 家族
曾祖周孟旭。祖父周覺曉。父亲周智。